# Regeringen Costa II
Regeringen Costa II (portugisiska: XXII Governo Constitucional de Portugal) var en portugisisk socialistisk regering som tillträdde i oktober 2019.
Den leddes av António Costa och var en minoritetsregering bestående av Socialistpartiet (PS). Kommunistpartiet (PCP) och Vänsterblocket (BE) ingick i António Costas regeringsunderlag, men till skillnad från den föregående mandatperioden fanns inget formellt avtal om parlamentariskt stöd och Kommunistpartiet deklarerade att de avgjorde från fall till fall om de stödjer regeringen. Vid tillträdet bestod regeringen, utöver premiärminister Costa, av 19 ministrar och 50 statssekreterare.
Den 27 oktober 2021 förlorade Costas minoritetsregering omröstningen om statsbudgeten, efter att regeringens stödpartier till vänster röstat med de konservativa. Costas partikamrat, Portugals president Marcelo Rebelo de Sousa, svarade genom att utlysa parlamentsval. Valet hölls den 30 januari 2022. Regeringen Costa II satt kvar som övergångsregering till dess en ny regering kunde tillträda. Då Costas socialdemokratiska parti gick vinnande ur valet med egen majoritet (117 av 230 mandat) ersattes Costa av sig själv och Regeringen Costa III.

## Ministrar
Listan avser de ministrar som ingick i regeringen från 4 december 2021.
| Titel                                                      | Namn                       | Parti     |
| ---------------------------------------------------------- | -------------------------- | --------- |
| Premiärminister                                            | António Costa              | PS        |
| Närings- och digitaliseringsminister                       | Pedro Siza Vieira          | PS        |
| Utrikesminister                                            | Augusto Santos Silva       | PS        |
| Minister med ansvar för Portugals ministerråd              | Mariana Vieira da Silva    | PS        |
| Finansminister                                             | João Leão                  | Oberoende |
| Försvarsminister                                           | João Gomes Cravinho        | Oberoende |
| Justitieminister Från 4 december 2021 även Inrikesminister | Francisca Van Dunem        | Oberoende |
| Reformminister                                             | Alexandra Leitão           | PS        |
| Minister för planering                                     | Nelson de Souza            | PS        |
| Kulturminister                                             | Graça Fonseca              | PS        |
| Minister för forskning, teknologi och högre utbildning     | Manuel Heitor              | Oberoende |
| Utbildningsminister                                        | Tiago Brandão Rodrigues    | Oberoende |
| Arbetsmarknads- och Socialförsäkringsminister              | Ana Mendes Godinho         | PS        |
| Sjukvårdsminister                                          | Marta Temido               | PS        |
| Miljö- och klimatminister                                  | João Pedro Matos Fernandes | PS        |
| Infrastruktur- och bostadsminister                         | Pedro Nuno Santos          | PS        |
| Regionminister                                             | Ana Abrunhosa              | Oberoende |
| Jordbruksminister                                          | Maria do Céu Antunes       | PS        |
| Sjöfarts- och fiskeminister                                | Ricardo Serrão Santos      | PS        |